# Ellhofen
Ellhofen è un comune tedesco di 3 393 abitanti, situato nel land del Baden-Württemberg.